# جون آدامز هويل
جون آدامز هويل (بالإنجليزية: John Adams Howell)‏ هو ضابط أمريكي، ولد في 16 مارس 1840 في قريو باث في الولايات المتحدة، وتوفي في 1918.